# Godefroi II de Challant
Godefroi ou Godefroy II de Challant (également italianisé en Gotofredo di Challant) mort à Gênes avant 1305, membre de la famille de Challant.

## Biographie
Godefroy de Challant est le fils ainé d'Ébal Ier de Challant né de sa première épouse. Il est reçu somptueusement lors d'une mission à Gênes et décide de s'établir dans cette cité où il épouse une membre d'une famille patricienne de la ville Beatrice Fieschi, fille de Carlo Fieschi, comte di Lavagna et de Teodora et parente du pape Innocent IV. Il est nommé gouverneur de Gênes et remplit cette charge pendant trois ans avec succès. En 1276 il reçoit le titre honorifique de « sénateur de Rome », le plus souvent dévolu à des membres de familles régnantes. Conjointement avec son père, il renonce en faveur de la maison de Savoie à la charge héréditaire de Vicomte d'Aoste le 25 septembre 1295.
Godefroy meurt avant 1305 à Gênes où il est inhumé avec son épouse ; avant son père Ébal Ier. Sa disparition prématurée est à l'origine d'un long conflit de succession entre 1323 et 1337 qui éclate après la mort de son père entre ses deux fils Aimon II et Ébal (II) et ses quatre demi-frères.

## Postérité
De son union, il eut six enfants :
- Ébal ou Iblet mort jeune.
- Aymon II de Challant
- Ébal II de Challant seigneur d'Ussel (mort vers 1354/1359).
- Guillaume coseigneur de Fénis, chanoine de la cathédrale de Padoue où il meurt ;
- Varnot
- Catherine épouse de Pierre de Sarriod (mort après 1398), seigneur d'Introd

## Source
Abbé Joseph-Marie Henry, Histoire populaire religieuse et civile de la Vallée d’Aoste. Imprimerie Marguerettaz, Aoste (1929) réédition en 1967, « Godefroy II de Challant » chapitre n°110 p. 149.